# Mandamento (mafia)
El mandamento (del italiano: mandamenti, en plural), en la jerga mafiosa siciliana, indica la zona de influencia de una o más familias afiliadas a Cosa Nostra.

## El capo-mandamento
A partir de la segunda mitad de los años cincuenta, bajo recomendación de la Cosa Nostra americana, en Sicilia la mafia se dotó de una estructura jerárquica superior denominada "Commissione" (Comisión) o "Cupola" (Cúpula), de la cual forman parte los capos de la organización ubicados en las diversas provincias de la isla. En la base de la pirámide mafiosa se encuentran los "picciotti" (muchachos) o "soldati" (soldados), que constituyen el ejército de Cosa Nostra; más arriba se encuentra la figura del "capo-decina" que controla a diez hombres; aún más arriba está la figura del "capo-mandamento" (el "mandamento" es el conjunto de tres o más familias territorialmente contiguas). Los capi-mandamento forman parte de la "commissione provinciale" (comisión provincial), que se reúne periódicamente para establecer la dirección de Cosa Nostra. Cuando un capo-mandamento o un "capo famiglia" (jefe o capo de una familia) es arrestado, su lugar es ocupado por un "reggente" (regente) provisional.
Los capi-mandamento forman parte integrante de la Cupola. La Cupola está presidida por uno de los capi-mandamento, que inicialmente era llamado "segretario" (secretario). Los capi-mandamento pueden "enrolar" a "hombres de honor". Los requisitos para ser enrolado son: valentía, ferocidad y ausencia de vínculos de parentesco con las fuerzas del orden. Naturalmente,la prueba de valentía non es requerida para los hombres mafiosos "limpios", es decir, profesionales, administradores públicos, empresarios. El cargo de capo-mandamento dura hasta la muerte del mafioso, o raramente hasta inhabilitación a petición de la Cupola. Cada capo-mandamento está obligado a guardar silencio.

## La estructura de los mandamenti
El mandamento mafioso comprende más territorios, el capofamiglia de cada mandamento,(capo-mandamento), es miembro permanente de una commisión provincial, la cual se reúne periódicamente para establecer la dirección de Cosa Nostra y para resolver los problemas que puedan minar la integridad misma de la organización.
- Palermo - La ciudad de Palermo está dividida en 8 mandamenti locales: Porta Nuova, Brancaccio, Boccadifalco Passo di Rigano, Santa Maria di Gesù, Noce, Pagliarelli, Resuttana y San Lorenzo
- Provincia de Palermo - La provincia palermitana está repartida en 7 grandes mandamentos: Partinico, San Giuseppe Jato, Corleone, Villabate, Caccamo, Belmonte Mezzagno, Gangi – San Mauro Castelverde (o Madonia).
- Agrigento - Racalmuto y Favara.
- Provincia di Agrigento - La provincia de Agrigento está constituida por 9 mandamenti: Agrigento, Porto Empedocle, Canicattì, Cianciana, Ribera, Sambuca di Sicilia, Casteltermini, Lampedusa / Linosa y Palma di Montechiaro.
- Trapani - Los mandamenti son 4: Castelvetrano, Trapani, Mazara del Vallo y Alcamo
- Mesina - Mesina está dividida en tres zonas, vinculadas a su capital y depende de las relaciones con la 'Ndrangheta calabresa.Toman fuerza las organizaciones mafiosas externas a la cosa nostra como las bandas de albanos, con il tráfico de estupefacientes.
- Enna- La provincia de Enna no cuenta con mandamenti, sino que está controlada por 5 familias mafiosas: Barrafranca, Calascibetta, Enna, Pietraperzia y Villarosa.[1]
- Catania- La provincia de Catania no cuenta con mandamenti, sino que está controlada por 3 familias mafiosas: Catania, Caltagirone y Ramacca.
- Caltanissetta - En provincia de Caltanissetta hay 4 mandamenti: Gela, Vallelunga, Riesi y Mussomeli. Las familias de "Vallone" del norte de la provincia están tradicionalmente conectadas a los grupos palermitanos. La Stidda ha conservado una cierta capacidad organizativa en los comprensori de Gela y Niscemi, estableciéndose como asociación mafiosa análoga a Cosa Nostra, con la cual no tiene conflictos de intereses y demuestra un cierto entendimiento.
- Ragusa y Siracusa - Las ciudades están influenciadas por las mafias fronterizas.

## La constitución de la comisión
La constitución de la Comisión Provincial de Cosa Nostra solamente era un órgano concebido para evitar conflictos entre más familias. Este órgano nace como centro de dirección estratégica. Inicialmente la Commisón fue creada precisamente sobre el modelo utilizado por la Cosa Nostra americana, y en Sicilia nació después de la famosa reunión de 1957 de todos los capos mafiosos en el Hotel delle Palme de Palermo.